# Lake Almanor Country Club
Lake Almanor Country Club – jednostka osadnicza w Stanach Zjednoczonych, w stanie Kalifornia, w hrabstwie Plumas.